# Оярсабаль, Микель
Мике́ль Оярса́баль Уга́рте (баск. Mikel Oyarzabal Ugarte; род. 21 апреля 1997, Эйбар, Страна Басков) — испанский футболист, вингер и капитан клуба «Реал Сосьедад» и сборной Испании. Чемпион Европы 2024 года (автор победного гола в финале). Серебряный призёр Олимпийских игр 2020 года в Токио.

## Клубная карьера

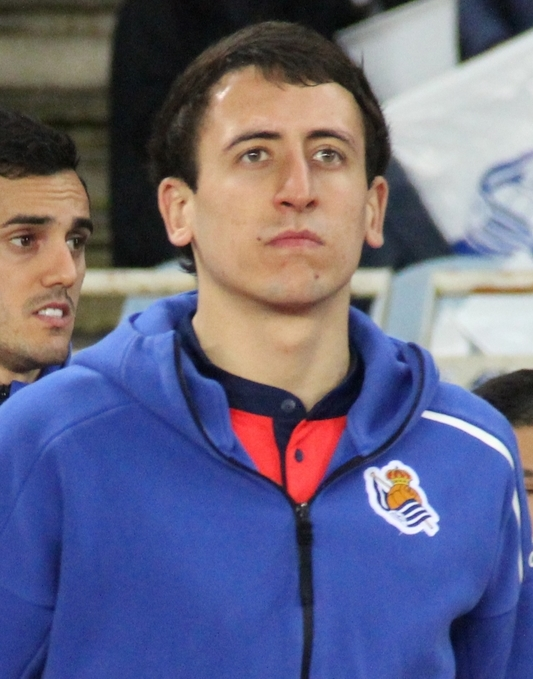
2018 год

Микель является воспитанником «Эйбара» из своего родного города. В 2011 году он присоединился к юниорской команде «Реал Сосьедада». Сезон 2013/14 Микель провёл на правах аренды в юношеской команде своего родного клуба. В сезоне 2014/15 молодой игрок начал выступления за «Реал Сосьедад Б». Со следующего сезона игрок стал привлекаться к матчам первой команды. Его дебют за «Реал Сосьедад» состоялся 25 октября 2015 года в матче первенства страны против «Леванте». 9 апреля 2016 года молодой баск забил победный мяч в ворота «Барселоны».
19 августа 2016 года Оярсабаль продлил контракт до 2022 года. Он сыграл во всех 38 матчах в течение сезона 2016/17. Команда заняла шестое место и получила путёвку в Лигу Европы после двухлетнего отсутствия.
19 октября 2017 года Оярсабаль дебютировал в Европе в рамках матча группового этапа Лиги Европы против македонского «Вардара».
5 октября 2018 года Оярсабаль забил свои первые голы с мая 2018 года, реализовав два пенальти в выездной игре против «Атлетик Бильбао» в баскском дерби. Атлетик Бильбао пытался подписать его в летнее трансферное окно, но он отклонил их предложение в пользу подписания нового контракта с «Реал Сосьедадом» на срок до 2024 года.
3 апреля 2021 года Оярсабаль забил единственный гол в финале Кубка Испании 2020 с пенальти в ворота «Атлетик Бильбао», чтобы позволило «Реал Сосьедаду» выиграть свой первый трофей за 34 года.

## Карьера в сборной
Микель представлял Испанию на юношеском уровне. За национальную сборную Испании он дебютировал 29 мая 2016 года в матче против сборной Боснии и Герцеговины.
Летом 2019 года Микель был приглашён в сборную для участия в Чемпионате Европы среди молодёжных команд, который состоялся в Италии. В третьем матче в группе против Польши он отличился голом на 35-й минуте и его команда разгромила соперника 5:0. В полуфинале забил один мяч с пенальти в ворота Франции, а его команда победила 4:1 и пробилась в финал.
На Евро-2024 Оярсабаль сыграл по всех 7 матчах турнира, а в финале против сборной Англии стал автором победного гола. На 68-й минуте он появился на поле, заменив Альваро Морату, а на 86-й замкнул передачу Марка Кукурельи и сделал счёт окончательным — 2:1.

## Достижения

### Командные
«Реал Сосьедад»
- Обладатель Кубка Испании: 2019/20

Сборная Испании
- Чемпион Европы: 2024
- Серебряный призёр Олимпийских игр: 2020
- Победитель Молодёжного чемпионата Европы: 2019

### Личные
- Игрок месяца Ла Лиги: октябрь 2020

## Статистика

### Клубная статистика
| Выступление      | Выступление      | Выступление      | Лига | Лига | Кубки | Кубки | Еврокубки | Еврокубки | Остальные | Остальные | Итого | Итого |
| Клуб             | Лига             | Сезон            | Игры | Голы | Игры  | Голы  | Игры      | Голы      | Игры      | Голы      | Игры  | Голы  |
| ---------------- | ---------------- | ---------------- | ---- | ---- | ----- | ----- | --------- | --------- | --------- | --------- | ----- | ----- |
| Реал Сосьедад B  | Сегунда B        | 2014/15          | 5    | 0    | 0     | 0     | 0         | 0         | 0         | 0         | 5     | 0     |
| Реал Сосьедад B  | Сегунда B        | 2015/16          | 8    | 3    | 0     | 0     | 0         | 0         | 0         | 0         | 8     | 3     |
| Реал Сосьедад B  | Итого            | Итого            | 13   | 3    | 0     | 0     | 0         | 0         | 0         | 0         | 13    | 3     |
| Реал Сосьедад    | Примера          | 2015/16          | 22   | 6    | 2     | 0     | 0         | 0         | 0         | 0         | 24    | 6     |
| Реал Сосьедад    | Примера          | 2016/17          | 38   | 2    | 5     | 2     | 0         | 0         | 0         | 0         | 43    | 4     |
| Реал Сосьедад    | Примера          | 2017/18          | 35   | 12   | 2     | 0     | 6         | 2         | 0         | 0         | 43    | 14    |
| Реал Сосьедад    | Примера          | 2018/19          | 37   | 13   | 4     | 1     | 0         | 0         | 0         | 0         | 41    | 14    |
| Реал Сосьедад    | Примера          | 2019/20          | 37   | 10   | 8     | 3     | 0         | 0         | 0         | 0         | 45    | 13    |
| Реал Сосьедад    | Примера          | 2020/21          | 33   | 11   | 3     | 2     | 7         | 0         | 0         | 0         | 43    | 13    |
| Реал Сосьедад    | Примера          | 2021/22          | 22   | 9    | 5     | 3     | 6         | 3         | 0         | 0         | 33    | 15    |
| Реал Сосьедад    | Примера          | 2022/23          | 23   | 4    | 3     | 0     | 2         | 0         | 0         | 0         | 28    | 4     |
| Реал Сосьедад    | Примера          | 2023/24          | 33   | 9    | 4     | 3     | 7         | 2         | 0         | 0         | 44    | 14    |
| Реал Сосьедад    | Примера          | 2024/25          | 24   | 4    | 5     | 2     | 11        | 4         | 0         | 0         | 40    | 10    |
| Реал Сосьедад    | Итого            | Итого            | 304  | 80   | 41    | 16    | 39        | 11        | 0         | 0         | 384   | 107   |
| Всего за карьеру | Всего за карьеру | Всего за карьеру | 317  | 83   | 41    | 16    | 39        | 11        | 0         | 0         | 397   | 110   |